# Università di Zielona Góra

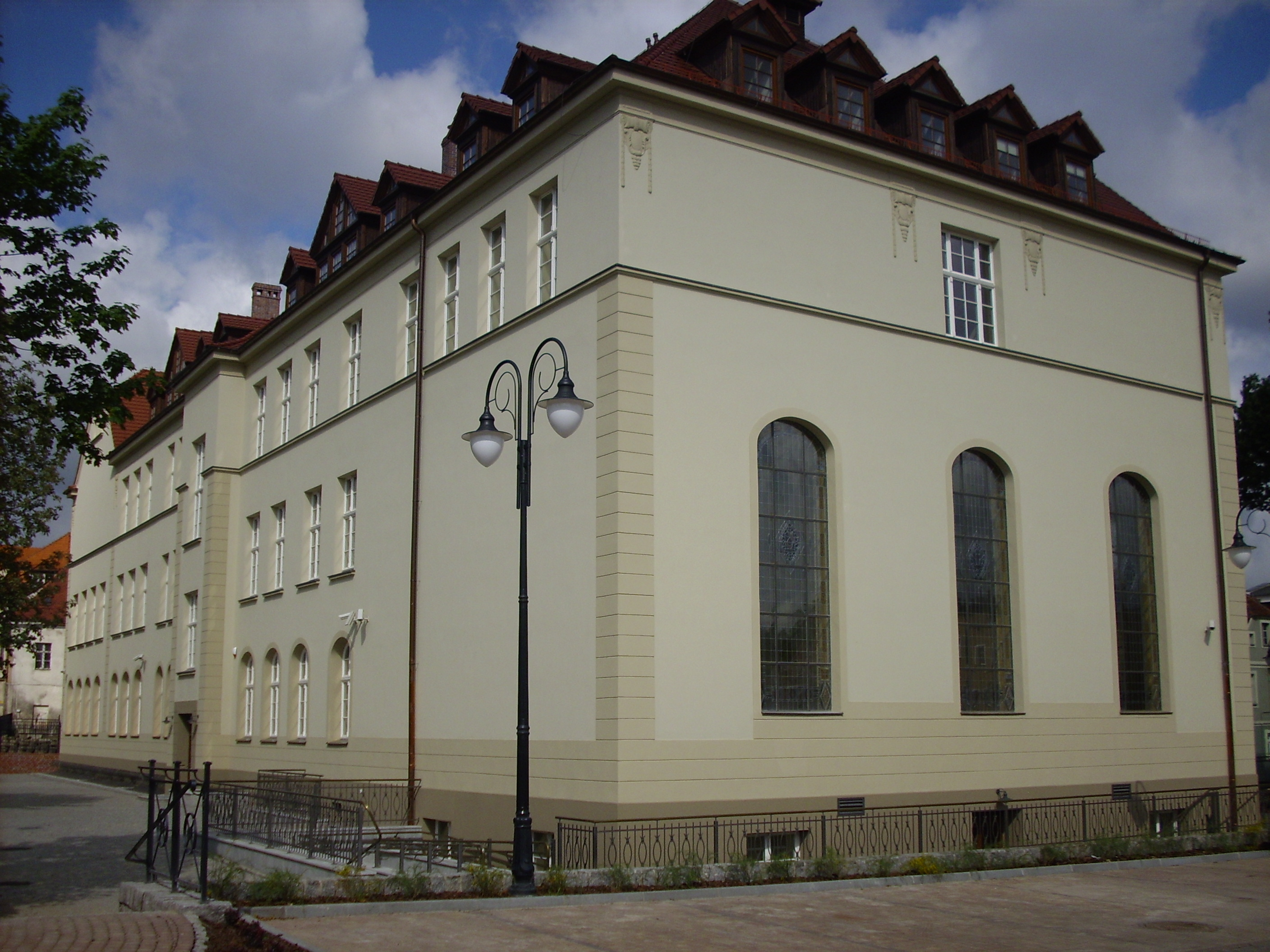
Rettorato

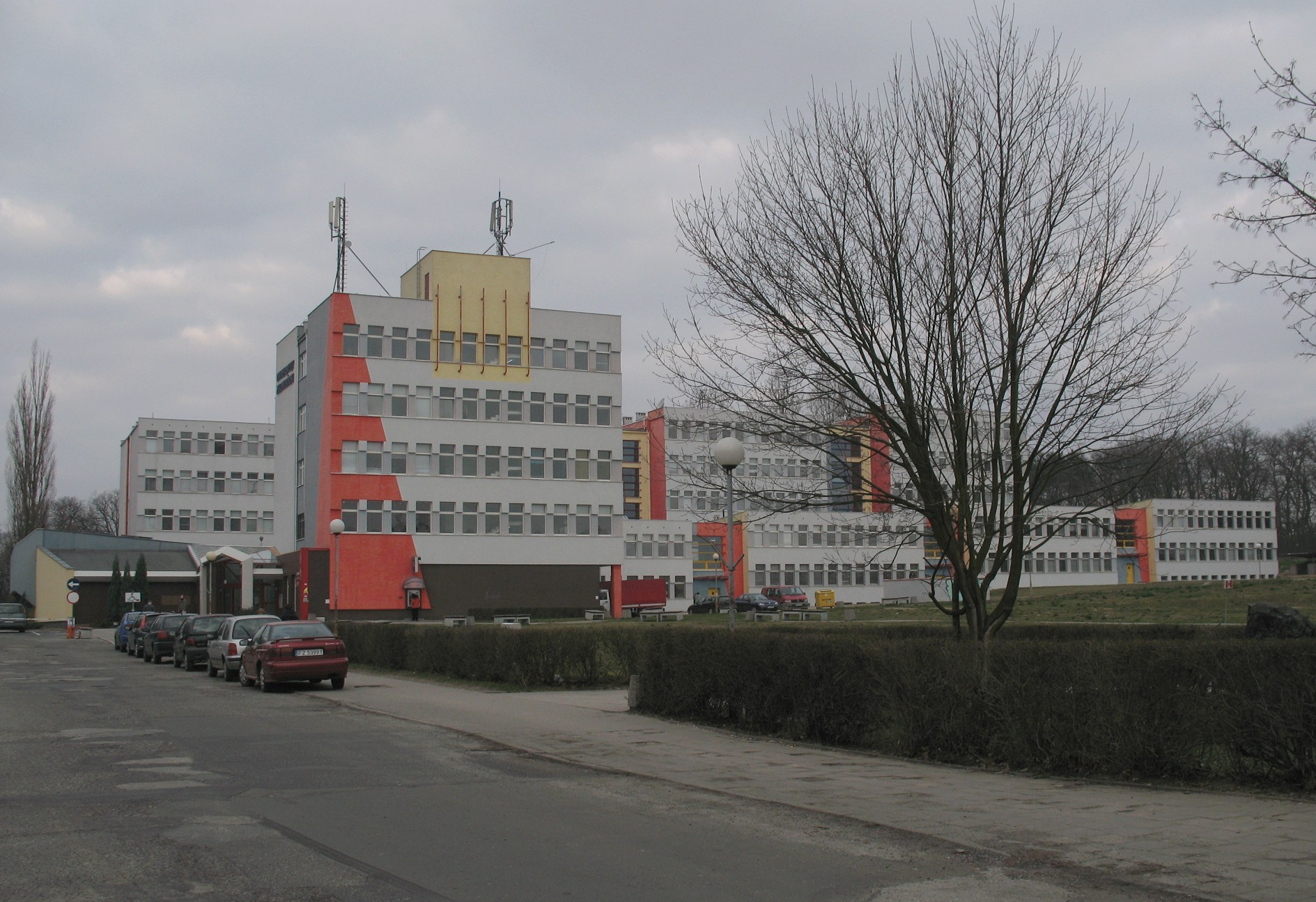
Palazzo del Campus B

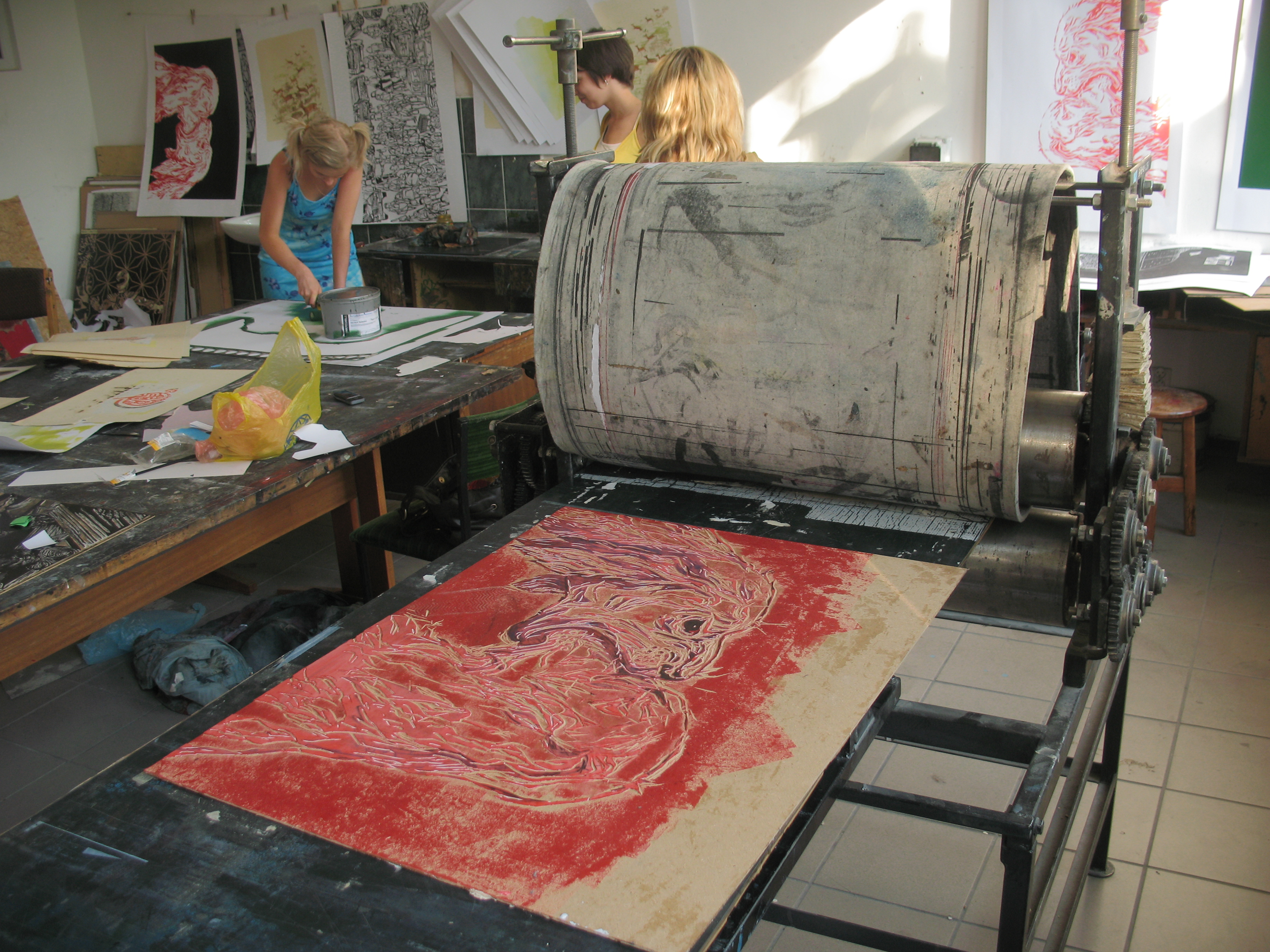
Workshop di grafica al Dipartimento di Arte

L'Università di Zielona Góra è una istituzione universitaria con sede a Zielona Góra in Polonia.

## Storia
Venne istituita il 1º settembre 2001 come risultato della fusione tra l'Università Pedagogica di Zielona Góra, fondata nel 1971, e l'Università Tecnica, fondata nel 1965.

## Struttura
L'università è organizzata nelle seguenti facoltà:
- Arti
- Economia e management
- Educazione, psicologia e sociologia
- Fisica e astronomia
- Giurisprudenza
- Ingegneria civile e ambientale
- Ingegneria elettrica, informatica e telecomunicazioni
- Ingegneria meccanica
- Matematica, informatica ed econometria
- Medicina e della salute
- Scienze biologiche
- Studi umanistici

### Campus
Le sue principali strutture sono localizzate in due campus: "A", sito in ulica Podgórna, e "B", in ulica Wojska Polskiego; mentre il rettorato è situato nei pressi del centro storico in ulica Licealna.